# Seznam novozelandskih igralcev
Seznam novozelandskih igralcev.

## A
- Megan Alatini
- Andy Anderson
- KJ Apa

## B
- Terence Bayler
- Tim Balme
- Kylie Bax
- Zoë Bell
- Manu Bennett
- Jeremy Birchall
- Ken Blackburn
- Angela Bloomfield
- Jaquie Brown

## C
- Keisha Castle-Hughes
- John Clarke
- Russell Crowe
- Cliff Curtis

## D
- Alan Dale
- Rhys Darby
- Tammy Davis
- Eru Potaka-Dewes

## E
- Pat Evison

## F
- David Fane
- Deb Filler

## G
- Jon Gadsby
- Megan Gay
- Rebecca Gibney
- Daniel Gillies

## H
- Martin Henderson

## J
- Billy T. James

## L
- Lucy Lawless
- Bruno Lawrence

## M
- Temuera Morrison
- Ian Mune

## N
- Sam Neill

## P
- Anna Paquin
- Stephanie Paul

## U
- Karl-Heinz Urban

## V
- Ria Vandervis

## W
- Taika Waititi